# 皮克定律
皮克定律（英語：Peek's law）為一種物理現象。

## 概述
当一个导体具有和周围气体的电位差达到一定数值时，在其附近的气体就会产生电晕，放电。皮克于1929年实验观察，总结出二种导体在其周围气体产生电晕，放电所需的电位差，称为皮克定律：
同轴几何形状导体开始形成电晕，放电所需的电位差为
{\displaystyle E=3153+963/a^{2}}
此处，{\displaystyle a}为导体的半径，单位为厘米；{\displaystyle E}为开始出现电晕的电场（电位差）单位为{\displaystyle kV/cm};此时空气的相对密度为1。由此可以看出，导体使周围气体产生电晕（或放电）不仅要求电位差，而且和导体的曲率半径{\displaystyle a}有密切的关系。
要触发二根导线间出现电晕，放电所需的电位差
{\displaystyle e_{v}=m_{v}g_{v}r\ln \left({S \over r}\right)}
这里；{\displaystyle e}是“电晕起始电压”；{\displaystyle m}是导线的不规则因子；{\displaystyle r}是导线的半径，厘米为单位；{\displaystyle s}是二导线间的距离；{\displaystyle g}是"可视临界"电场。